# آرائیک آلکیان
آرائیک ژُرایی آلکیان (ارمنی: Արայիկ Ժորայի Ալեքյան؛ زاده ۹ اوت ۱۹۵۹) مجسمه‌ساز اهل ارمنستان است.

## زندگی‌نامه
وی در ۹ اوت ۱۹۵۹ در ودی در به دنیا آمد و از کالج دولتی هنرهای زیبای پانوس ترلمزیان (۱۹۷۹) و انستیتو دولتی هنری و نمایشی ایروان (۱۹۸۵) فارغ‌التحصیل گشت.  وی عضو اتحادیه نقاشان ارمنستان (1988) می‌باشد. وی همچنین برنده جوایزی همچون نقاش شایسته جمهوری ارمنستان (۲۰۱۱) شد.

## نگارخانه

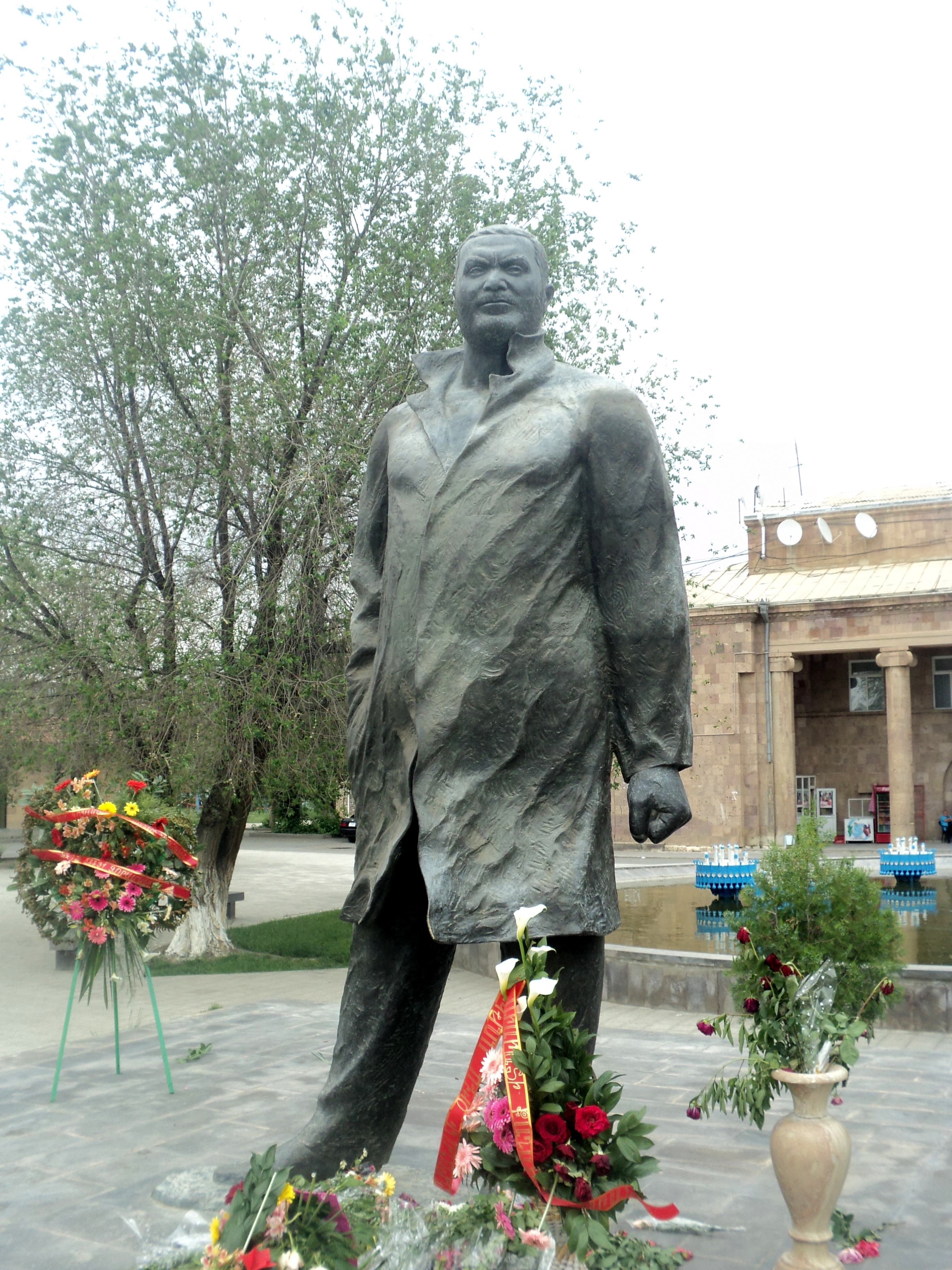
Վազգեն Սարգսյանի հուշարձանը کوه آراراتում, քանդակագործ՝ Արայիկ Ալեքյան, ճարտարապետ՝ Պարգև Սեդրակյան
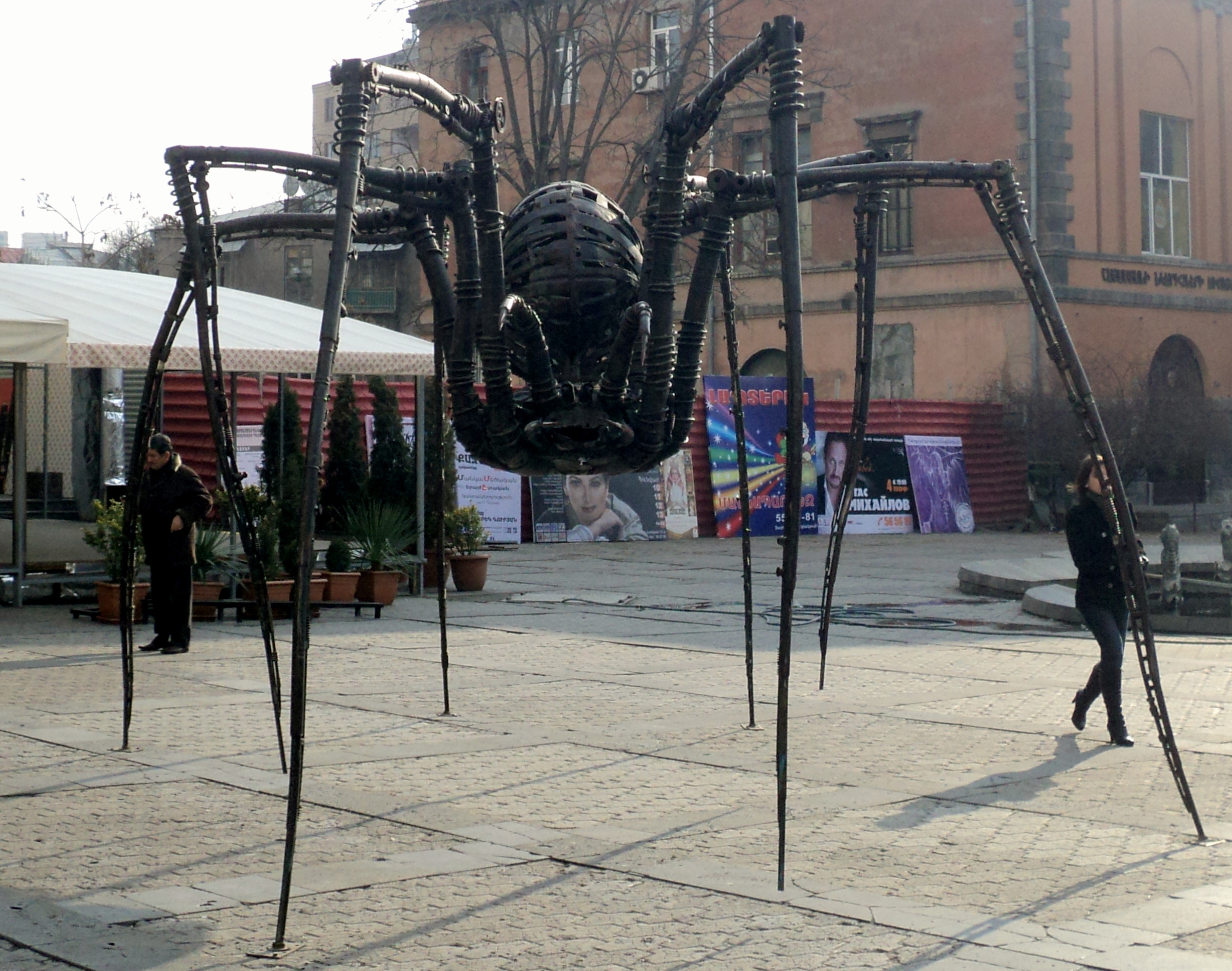
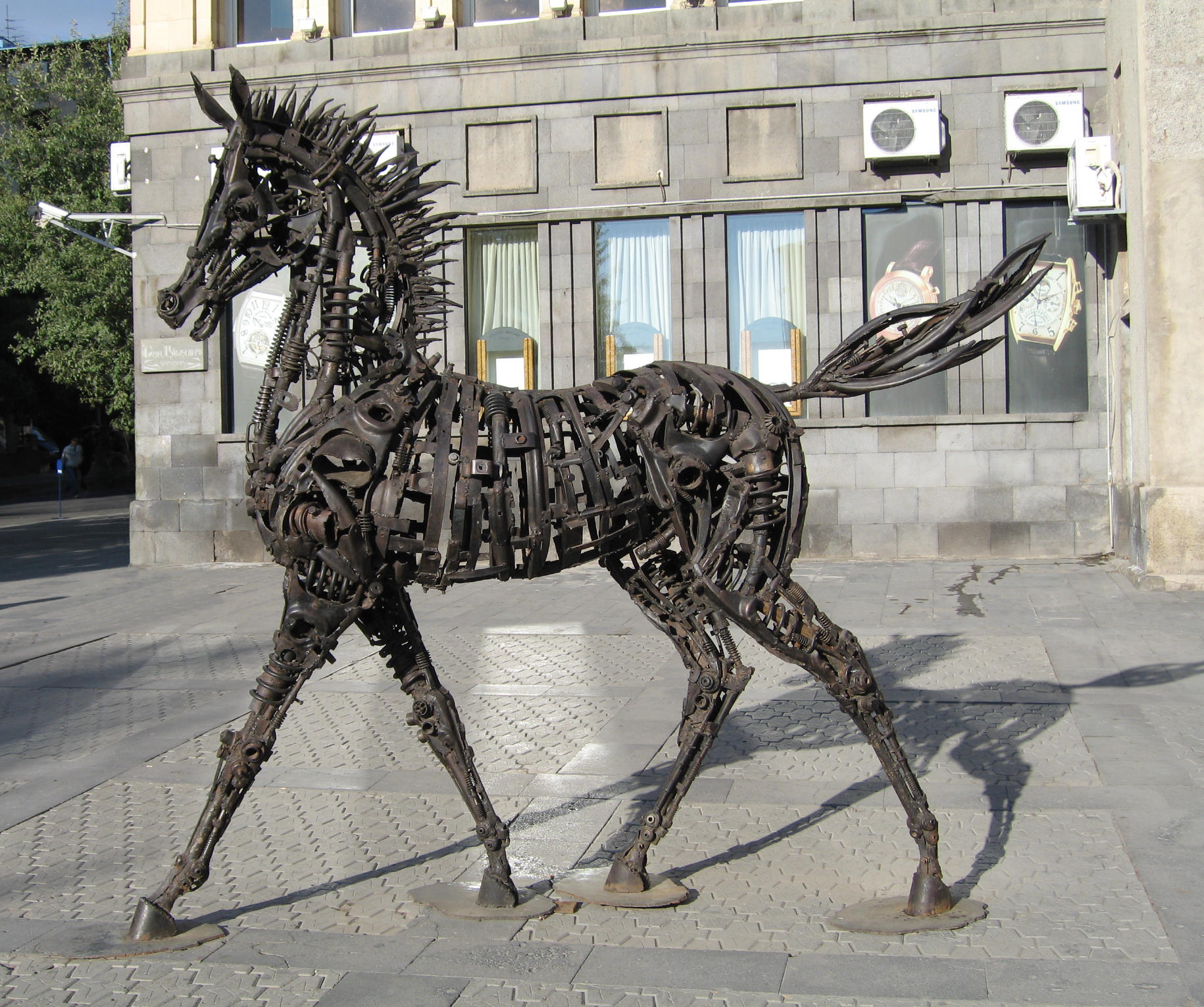
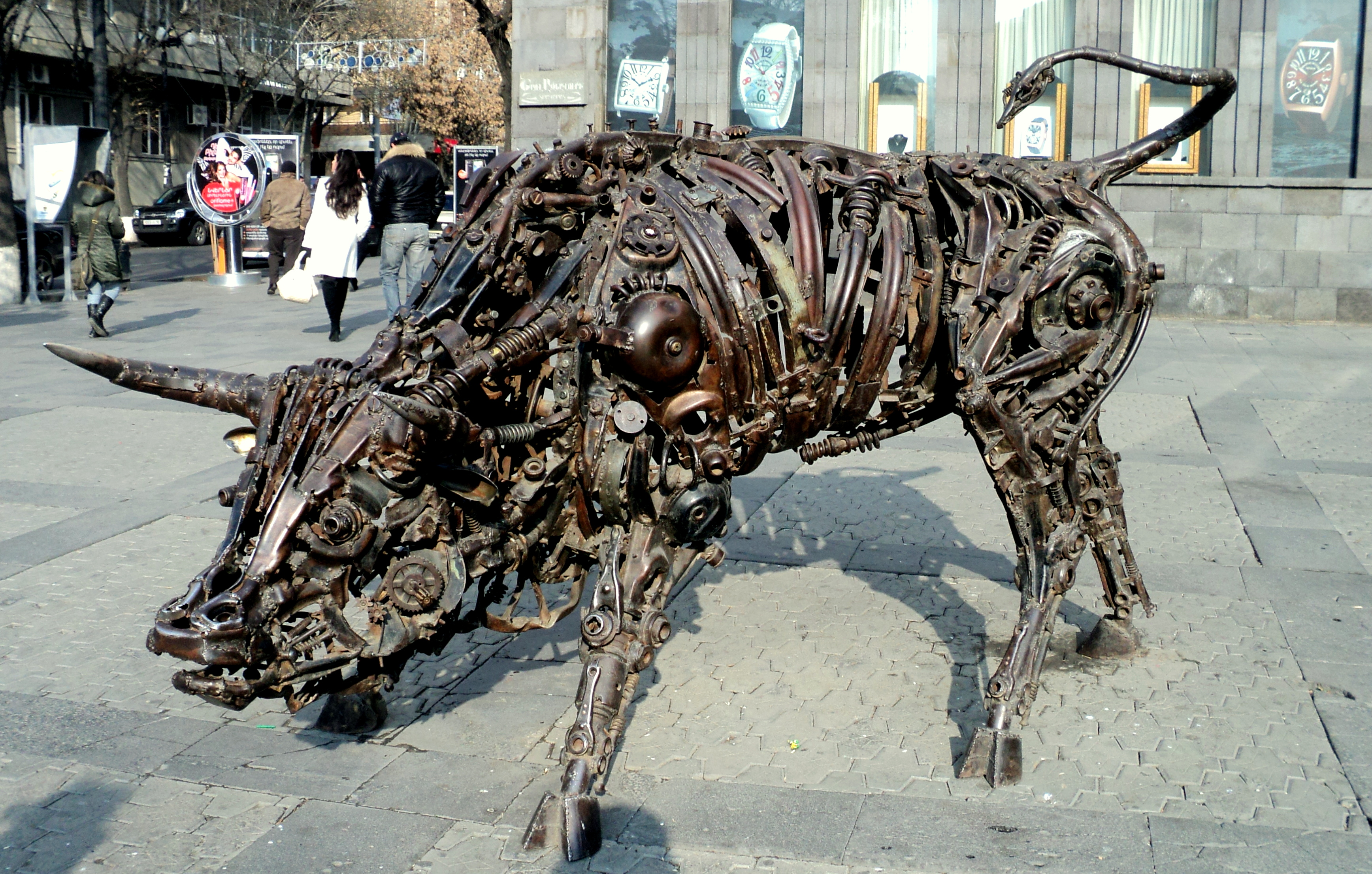
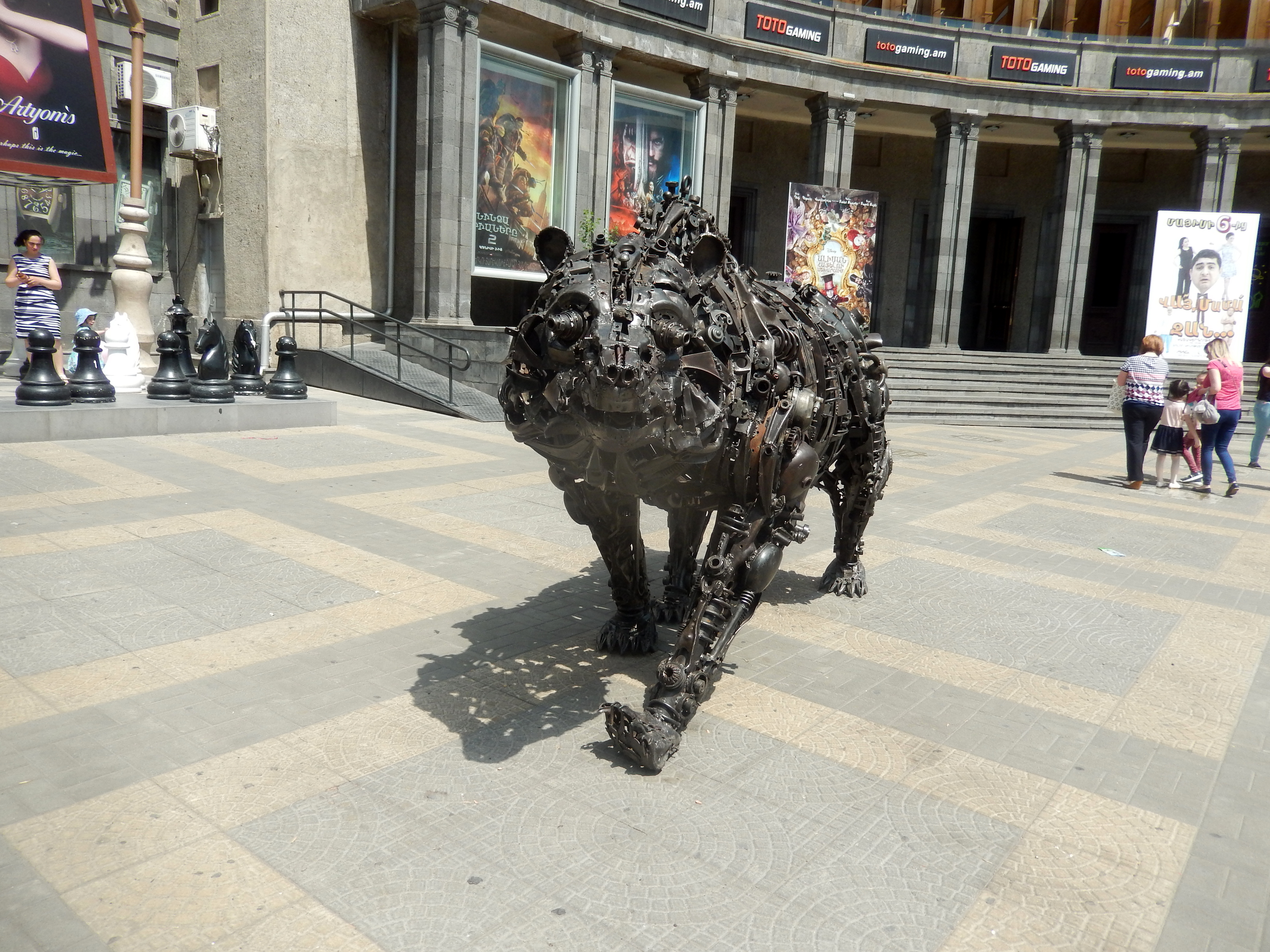